# Piña de Esgueva (kommunhuvudort)
Piña de Esgueva är en kommunhuvudort i Spanien.   Den ligger i provinsen Provincia de Valladolid och regionen Kastilien och Leon, i den centrala delen av landet, 160 km norr om huvudstaden Madrid. Piña de Esgueva ligger 753 meter över havet och antalet invånare är 349.
Terrängen runt Piña de Esgueva är platt åt sydost, men åt nordväst är den kuperad. Piña de Esgueva ligger nere i en dal. Runt Piña de Esgueva är det glesbefolkat, med 11 invånare per kvadratkilometer. Närmaste större samhälle är Quintanilla de Onésimo, 12,7 km söder om Piña de Esgueva. Trakten runt Piña de Esgueva består till största delen av jordbruksmark.